# Live by Request (Blondie-album)
A Live by Request az amerikai Blondie rockegyüttes koncertalbuma. Amerikában 2004-ben, Angliában 2005-ben jelent meg.  A The Course of Blondie amerikai kiadását követően adott egy speciális koncertet az együttes az  A&E Network produkciójában, ahol a rajongók telefon és e-mail üzenetei alapján, a koncert folyamán szabták meg a dalok sorrendjét.  A DVD kiadás tartalmazott olyan dalokat is, amelyek az eredeti műsorban nem közvetítettek.

## Az album dalai
1. Dreaming (Debbie Harry, Chris Stein) - 3:27
2. Hanging on the Telephone (Jack Lee) - 2:54
3. Accidents Never Happen (Jimmy Destri) - 4:25
4. The Tide Is High (Barrett, Evans, John Holt) - 4:27
5. Good Boys (Kevin Griffin, Harry, Brian May) - 4:16
6. Rip Her to Shreds (Harry, Stein) - 4:19
7. One Way or Another (Nigel Harrison, Harry) - 5:09
8. Rapture (Harry, Stein) - 8:23
9. X-Offender (Harry, Gary Valentine) - 3:41
10. Call Me (Harry, Giorgio Moroder) - 4:57
11. Union City Blue (Harrison, Harry) - 4:06
12. Heart of Glass (Harry, Stein) - 5:59
13. The Dream's Lost on Me (Ashby, Harry, Stein) - 3:38
14. (I’m Always Touched by Your) Presence, Dear (Valentine) - 3:01

## A DVD kiadás dalai
1. Dreaming
2. Hanging On The Telephone
3. Accidents Never Happen
4. The Tide Is High
5. Good Boys
6. Undone (nem szerepelt a hanglemezen)
7. Rip Her To Shreds
8. One Way Or Another
9. Rapture
10. X Offender
11. Call Me
12. Union City Blue
13. Heart Of Glass

Bónuszdalok:
1. The Dream's Lost On Me
2. End To End (nem szerepelt a hanglemezen)
3. Hello Joe (nem szerepelt a hanglemezen)
4. (I'm Always Touched By Your) Presence, Dear

## Közreműködők
- Debbie Harry - ének
- Chris Stein - gitár
- Paul Carbonara - gitár
- Kevin Topping - billentyűsök
- Leigh Foxx - basszusgitár
- Clem Burke - dob
- Steve Thompson - audio producer